# Parafia św. Mikołaja w Inowrocławiu
Parafia św. Mikołaja w Inowrocławiu – fara – jedna z 9 parafii w dekanacie inowrocławskim I.

## Rys historyczny
- 1185 r. – istnienie na tym obszarze osady targowej
- I poł. XIII wieku z fundacji księcia kujawskiego Kazimierza I zostaje wzniesiony drewniany kościół
- 1259 r. – budynek spłonął, po czym wybudowano drugi również drewniany
- 1320–1321 - odbywał się proces polsko - krzyżacki przed sądem papieskim o Pomorze Gdańskie, kościół św. Mikołaja określano jako położony „na środku rynku miasta”
- 1328–1338 - podniesienie kościoła do rangi parafialnego dla miasta w obrębie murów i być może budowa murowanego kościoła
- 1431 r. – świątynia po raz kolejny spłonęła
- po 1431 r. – wybudowano nowy murowany kościół, który przetrwał do dziś (przy zbiegu murów obronnych w pd-zach koncie miasta)
- do XVI wieku były dwie parafie w mieście, później kościół NMP pełnił funkcje filialnego względem kościoła św. Mikołaja
- II poł. XVII, I poł. XVIII w. – zrujnowanie kościoła w czasie wojen szwedzkich (jego stan przedstawia panorama F.B. Wernera z 1734 r. (dach ma tylko prezbiterium i nawa północna)
- 1760 r. – podjęcie odbudowy kościoła, przekształcenie z gotyckiej hali na rokokową bazylikę, do rozbiorów wybudowano nowe mury
- 1779 r. – zamknięcie kościoła i przeznaczenie go na magazyn soli, z którą walczą konserwatorzy do dzisiaj
- 1820–1828 – zwrócenie kościoła parafii, wykonanie nowych stropów, zachowanie kościoła w dość surowej postaci
- 1884–1885 –  przebudowa szczytów na neogotyckie
- 1918–1928 r. – wykończenie kościoła w stylu neobarokowym
- 1929–1931 r. – powstanie cmentarza na ul. Marulewskiej, dziś jest pod zarządem Janusza Misterskiego.

## Dokumenty
Księgi metrykalne:
- ochrzczonych od 1760 r.
- małżeństw od 1761 r.
- zmarłych od 1761 r.

## Zasięg parafii
Do parafii należą wierni z Inowrocławia mieszkający przy ulicach: Mała Andrzeja, Batorego, Bolesława Śmiałego, Brzoskwiniowej, Cegielnej parzyste, Chrobrego 4-12, 11-23, Farnej, Gronowej, Górniczej, Hoyera, Jagodowej, Janczarskiego, Ks. Jaśkowskiego, Kazimierza Jagiellończyka, Kazimierza Kujawskiego, Kazimierza Odnowiciela, Kazimierza Sprawiedliwego, Kazimierza Wielkiego, Kasztelańskiej, Kownackiej, Królowej Jadwigi 1-23, Krótkiej, Kurowa, Makuszyńskiego, Malinowej, Małej, Marulewskiej 3 i 2-20, Miechowickiej, św. Mikołaja, Morelowej, Nowej, Orzechowej, Paderewskiego, Podgórnej, Porazińskiej, Poznańska 1-93, Różanej, Rybnickiej, Rybnicka Mała, Rynek, Rzeźnickiej, Sobieskiego, Solnej, Staszica 20-36 parzyste i nieparzyste, Studziennej, 6 Stycznia, Świętokrzyskiej, Szelburg Zarembiny, Szerokiej, Szancera, Szymborskiej, Topolowej, Wiśniowej i Zapadłe.